# Ben Choud
Ben Choud (بن شود en arabe ; Ben Choud pendant la colonisation française) est une commune de la wilaya de Boumerdès, dans la daïra de Dellys, en Algérie.

## Géographie
|            | Dellys    |        |
| Sidi Daoud | Ben Choud | Dellys |
|            | Baghlia   |        |